# Satiro (Marvel Comics)
Satiro (Hellion), il cui vero nome è Julian Keller, è un personaggio dei fumetti, creato da Nunzio DeFilippis e Christina Weir (testi) e Keron Grant (disegni), pubblicato dalla Marvel Comics. La sua prima apparizione, come Julian Keller avvenne sulle pagine di New Mutants (seconda serie) n. 2 (agosto 2003), mentre come Satiro avvenne in New Mutants (seconda serie) n. 10 (maggio 2004).

## Biografia del personaggio

### Origini
Nato in una famiglia che faceva del lavoro l'unica via per uscire dalla povertà, Julian fu inviato allo Xavier Institute nella speranza che imparasse ad usare i suoi poteri con discrezione. Il ragazzo ha presto adottato un atteggiamento di superiorità, cosa che infastidì molto i suoi compagni di corso. Divenne presto il pupillo della co-direttrice Emma Frost, che vide in lui un grande potenziale di eroismo e di comando, insomma un futuro X-Man. Quando la Frost propose di dividere il corpo studenti in squadre, pose Julian a capo della propria, i Satiri, ed il ragazzo scelse il nome-in-codice di Satiro sia per omaggiare i precedenti studenti di Emma uccisi da Trevor Fitzroy, che per dimostrare la propria superiorità verso i compagni di squadra. Satiro ha dimostrato un significante interesse per Sofia Mantega, co-leader della squadra dei Nuovi Mutanti. Dei due fu Satiro quello che cominciò subito a flirtare con la ragazza, che benché lo trovasse attraente non poteva fare a meno di scontrarsi con lui ogni qual volta i loro ideali non coincidevano. Con l'andare del tempo fra loro si sviluppò un tenero affetto, che portò a dei cambiamenti nelle loro personalità: Sofia divenne più ribelle ed istintiva, cosa che la portò a soccorrere di nascosto il compagno di squadra Wither quando questi fu arrestato dall'F.B.I. Satiro al contrario divenne più controllato e sensibile, anche se quando Sofia respinse il suo invito al ballo della scuola, impulsivamente invitò tutte e tre le Naiadi. Comunque alla fine della serata i due si ritrovarono sulla pista da ballo abbracciati a ballare un lento. Benché avesse una relazione con Sofia, Satiro continuò a disprezzare il resto dei Nuovi Mutanti, in particolare l'altro co-leader, David Alleyne, che oltre a possedere un potere completamente inutile, secondo Julian, era da lui ritenuto un pessimo stratega. Altra antipatia fra i Nuovi Mutanti era per Elixir, benché i due fossero amici all'inizio, venuto a sapere del suo passato da Reaver, Julian troncò tutti i ponti con lui, solo per riappacificarsi dopo l'M-Day.

### Estate criminale
Durante il periodo estivo, Julian portò la squadra a visitare la sua città natale, Los Angeles. Il gruppo venne però fermato all'aeroporto con la scusa di essere mutanti. Julian chiamò allora il Ministro della Sicurezza, amico di famiglia, per risolvere la cosa. Questo fatto irritò non poco i suoi genitori, che già furibondi perché lui non si desse la pena di nascondere la sua mutazione, lo diseredarono. Arrabbiato con loro, il ragazzo cercò delle prove incriminanti per capire come si fossero potuti arricchire così in fretta e trovò una pergamena che serviva a contattare il Kingmaker, socio di un'organizzazione che aiutava la gente ad esaudire i propri desideri. Il criminale offrì loro la possibilità di esaudire un desiderio in cambio di un futuro favore, nel caso di Julian, il ragazzo desiderò di essere un eroe. Detto fatto, poco dopo salvò la vita di Arnold Schwarzenegger, Governatore della California e finì per diventare l'eroe del giorno grazie a una giornalista corrotta dal Kingmaker. Il prezzo da pagare per i desideri esauditi, fu subito richiesto dal Kingmaker, che impose ai ragazzi di rubare un'arma, nascondendo loro che si trattava di una bomba batteriologica. Venuti al corrente dello status dell'arma, i Satiri la distrussero e fecero ritorno allo Xavier Institute perché cacciati dai genitori di Julian, venuti a sapere quello che aveva combinato il figlio. Il Kingmaker però aveva un contratto con loro e minacciò di ritornare in futuro, tuttavia l'intervento e le minacce di Emma Frost, vecchia conoscenza di Kigmaker, fecero in modo che questi strappasse il contratto liberando i giovani da futuri obblighi.

### Decimazione e New X-Men
Dopo gli eventi di House of M, il precedente sistema a squadre viene abbandonato per via del numero ridotto di studenti rimasti mutanti. Questi vengono riuniti in un'unica squadra allenata dagli X-Men in carica. La selezione degli studenti avviene attraverso un combattimento, nel quale Emma Frost chiede a Satiro di eliminare per prima X-23, in modo da non ammetterla in squadra. Arrivato il momento di metterla k.o., Julian la salva restituendole il favore che lei gli aveva fatto durante una sessione di allenamento nella Caverna del Pericolo. Come punizione per la sua incompetenza, Emma mette a capo dei New X-Men la giovane Surge. Quando Julian dice a Noriko che David, ormai senza poteri, non può rimanere all'Istituto, Sofia rivela al giovane di aver perso anche lei i suoi poteri e tronca la loro relazione. Il giorno dopo la ragazza va via in segreto dall'Istituto, lasciando Julian con il cuore spezzato e pieno di rabbia.
I New X-Men combatterono il reverendo Stryker e i suoi Purificatori quando attaccano l'Istituto, usando le conoscenze di Nimrod, Sentinella del futuro. Il robot, riesce a trovare l'inventore mutante Forge affinché lo riparasse minacciando di uccidere il suo vecchio amore Tempesta, mentre questa si preparava al matrimonio con Pantera Nera. Forge mandò una richiesta di soccorso a Surge affinché avvertisse gli X-Men della minaccia, ma questi ultimi erano già partiti per il matrimonio e così i ragazzi presero uno X-Jet e partirono alla volta di Dallas. Dopo la battaglia contro Nimrod, X-23 venne ferita tanto gravemente che il suo fattore rigenerante non riusciva a curarne le ferite. Mentre era in volo per raggiungere lo Xavier Institute Julian, conscio che non sarebbe mai arrivato in tempo, chiese ad Emma Frost di sbloccare alcune sue funzioni cerebrali in modo da consentirgli di sfruttare appieno i suoi poteri, tanto che riuscì a volare alla velocità del suono e ad arrivare all'Istituto in tempo. Julian fece in modo che Elixir uscisse dal suo coma-autoindotto affinché guarisse X-23.

### La caduta di Mercury
Avendo dei problemi con i nuovi livelli di potere che ha raggiunto la sua mutazione, Julian chiede aiuto a Bestia per riuscire a controllarli, ma accidentalmente nello sforzo di sollevare una graffetta, distrugge una vasta porzione di pavimento. Dopo una veloce doccia, si mette alla ricerca di Mercury, chiedendo notizie di lei a Loa, Rockslide ed Anole. Trova infine una scontrosa X-23 e viene a sapere da lei che Mercury è stata rapita dalla Facility. Laura, utilizza i suoi contatti con la malavita per scoprire la base dei rapitori e Julian viene preso dall'orrore nello scoprire il modo in cui essa tratta coloro che non rispondono sinceramente alle sue domande durante l'interrogatorio. Trovano la sede della Facility e lì si scontrano con l'ex-carceriera di Laura, la killer Kimura. Dopo un breve combattimento, i due riescono a salvare Mercury, ma Julian viene ferito ad una spalla da una delle recenti creazioni della Facility, un Predatore X: essere creato per sterminare i mutanti e nutrirsi del loro Gene X.

### Alla ricerca di Magik
Julian e Noriko furono gli unici due studenti a non essere trasportati nel Limbo, quando il demone Belasco trasportò l'intero Xavier Institute all'interno della dimensione infernale. La mutante Trance riuscì a raggiungerli e ad avvertirli che erano stati trasporta all'inferno e l'unica altra parola che riuscì a riferire fu "Belasco" prima di scomparire. Surge e Satiro si recarono alla base di O*N*E ed assieme ad alcuni agenti ritrovarono Amanda Sefton, in stato comatoso in un ospedale della Germania. Dopo che Amanda si fu ripresa, trasportò i due X-Men e una Sentinella all'interno del Limbo dove vennero attaccati da milioni di demoni. Tornata in sé, Illyana dopo aver deposto Belasco riportò tutti gli X-Men nella loro dimensione.
Durante World War Hulk Satiro è uno degli studenti che combattono contro Hulk quando lui decide di fare visita a Xavier. Utilizza i suoi poteri per mettere k.o. il Golia Verde, ma viene sconfitto. Hulk si rende conto che Julian è un telecineta e battendo insieme le mani distrugge i suoi canali uditivi, senza i quali non riesce a formulare correttamente pensieri che gli permettono di utilizzare i suoi poteri, impedendogli di creare ulteriori fastidi.

### Figli degli X-Men
Mentre si sta impratichendo con i nuovi livelli raggiunti dal suo potere, Julian dice a Mercury che non può sollevare niente di più piccolo di un frigorifero, ed a causa della prolungata permanenza di Marvel Girl nello spazio, lui si ritrova ad essere l'ultimo telecineta sul pianeta, a meno di non contare Justice, appartenente all'operazione dei Cinquanta Stati denominata "l'Iniziativa". Sempre assieme, i due vanno dalle Naiadi di Stepford per chiedere loro aiuto nella ricerca del più giovane mutante sulla Terra, lì vengono convocati da Emma Frost nel suo ufficio per un colloquio. Mercury e Julian ricordano ad Emma che la distanza che si è venuta a creare fra di loro dall'ultimo attacco dei Purificatori è solo colpa sua. Più tardi tutti i giovani mutanti sono riuniti e finalmente si viene a conoscenza di chi di loro sia il più giovane della Terra: si tratta di Indra. Durante l'incontro, Noriko bacia Julian di fronte a David, causando notevole scompiglio e rabbia ad X-23, nonché allo stesso David. Dust cerca di consolare Julian e lui le racconta di come si sente solo adesso che il suo migliore amico è morto, la ragazza che pensava di amare lo ha lasciato, la sua mentore si è allontanata e di come lui non riesca a smettere di pensare ad una ragazza che lo spaventa a morte. Ringrazia Dust per averlo ascoltato e si intromette in un diverbio fra Nori e David, quest'ultimo lo mette k.o. in pochi istanti, grazie alle tecniche che le Naiadi gli hanno permesso di riapprendere restaurando in parte la sua mutazione originale. Satiro dice a David di non aver baciato Nori, il ragazzo gli crede e lo accompagna da Elixir per curare le sue ferite, dopo aver rotto la sua relazione con Noriko.

### Messiah Complex
Dopo la nascita della nuova mutante, Satiro e i New X-Men decidono di attaccare i Purificatori per vendicare i loro compagni. Durante uno scontro con i nuovi Reavers, Julian viene gravemente ferito da Lady Deathstrike e riportato allo Xavier Institute dove Bestia lo sottopone a numerosi interventi, che riescono a salvargli la vita.
Svegliatosi da un breve coma, Julian si ritrova in un ospedale di New York dove Emma Frost lo informa che gli X-Men non esistono più, che i suoi amici sono dispersi ai quattro angoli dell'America e che i suoi genitori lo hanno abbandonato. Rivoltatosi contro la sua ex-mentore, Julian viene da lei messo k.o. per poi risvegliarsi e scoprire che tutto ciò che Emma gli aveva raccontato era essenzialmente la verità. Solo e senza un posto in cui andare comincia a vagabondare per la città fino a quando non fissa un incontro con Magneto in un bar, e lo prega di prenderlo con sé in modo da vendicarsi degli X-Men che lo avevano così profondamente ferito. Magneto rifiuta di farlo e spiega al ragazzo che il dolore che vuole infliggere ai suoi amici è in realtà tutto l'affetto che prova per loro, e lo mette in guardia dalla futura guerra mutante che potrebbe scatenarsi da un giorno all'altro e per la quale deve tenersi pronto.

## Poteri e abilità
Satiro è un telecineta di livello Alpha, capace di volare a velocità supersonica, creare campi di forza, rilasciare il proprio potere in raggi d'energia e far levitare numerosi oggetti anche contemporaneamente. Quando Emma Frost sbloccò nel suo subconscio i freni inibitori che bloccavano l'utilizzo del suo potere al massimo, per permettergli di salvare una moribonda X-23, Satiro riuscì a volare a velocità molto superiori a quella del suono e riuscì a trapassare da parte a parte l'armatura di una Sentinella. Dopo questo utilizzo eccessivo dei suoi poteri, Julian ha avuto bisogno di quasi due giorni per riprendersi ed ora i suoi poteri sono aumentati notevolmente; ma adesso si ritrova con la necessità di doversi esercitare parecchio per riuscire a controllarli, infatti mentre non sembra avere alcuna difficoltà nel sollevare oggetti molto pesanti ed ingombranti, dimostra notevoli difficoltà nel calibrare il suo potere per sollevare pesi anche minimi (ad esempio ha distrutto una parete nel tentativo di sollevare una graffetta). Quando usa i suoi poteri, Julian manifesta un'aura di colore verde pallido, mentre anche i suoi occhi rifulgono dello stesso colore. Diversamente da altri telecineti, Julian ha la necessità di indirizzare il suo potere attraverso il movimento delle mani, anziché indirizzarlo solo con la volontà. Inoltre è stato mostrato che se Julian viene distratto da un forte rumore mentre utilizza il suo potere, perde il controllo di ciò che sta facendo.È stato dimostrato che Satiro possiede limitati poteri di natura telepatica dato che ha mostrato in alcune occasioni la capacità di capire le emozioni o anche di rilevare pensieri e ricordi di altre persone.

## Altre versioni

### House of M
In questa realtà, Julian è un agente operativo dello S.H.I.E.L.D. Fa parte della squadra capitanata da Danielle Moonstar, risponde al nome-in-codice di Scion, ed ha una relazione con la compagna di squadra Wind Dancer.

## Altri media

### Televisione
Satiro compare in Wolverine e gli X-Men.

### Musica
Riferimenti a Satiro e alla sua attrazione per X-23 si trovano nel testo della canzone Nrrrd Grrrl di MC Chris.